# Mistrzostwa Kazachstanu w piłce nożnej mężczyzn
Mistrzostwa Kazachstanu w piłce nożnej (kaz. Қазақстан футболының чемпионаты, Kazakstan futbołynyng czempionaty) – rozgrywki piłkarskie, prowadzone cyklicznie – corocznie lub co sezonowo (na przełomie dwóch lat kalendarzowych) – mające na celu wyłonienie najlepszej męskiej drużyny w Kazachstanie.

## Historia
Mistrzostwa Kazachstanu w piłce nożnej oficjalne rozgrywane są od 1992. Obecnie rozgrywki odbywają się w wielopoziomowych ligach: Priemjer Ligasy, Byrynszy liga, Ekynszy liga oraz niższych klasach regionalnych.
W 1905 powstał pierwszy kazachski klub piłkarski, potem następne. W latach 1913–1914 w Semipałatyńsku powstały pierwsze kazachskie drużyny piłkarskie: „SSK”, „Olimp”, „Lastoczka”, „Orlata” i „Jarysz”. Według jednej z wersji do Semipałatyńska, będącym częścią największych centrów handlowych w Azji Środkowej i na Syberii, piłka nożna została „przywieziona” przez brytyjskich kupców, którzy ją odwiedzali. Po utworzeniu Związku Radzieckiego na terenie kraju utworzono autonomię dla Kazachów, początkowo (1920) jako wchodzącą w skład Rosyjskiej FSRR Kirgiską Autonomiczną Socjalistyczną Republikę Radziecką, w 1925 przemianowaną na Kazachską Autonomiczną Socjalistyczną Republikę Radziecką. 5 grudnia 1936 Kazachska ASRR zmieniła swój status i jako Kazachska Socjalistyczna Republika Radziecka weszła bezpośrednio w skład ZSRR. W ogólnokrajowych zawodach kazachscy piłkarze wzięli udział po raz pierwszy w 1934. W turnieju czterech stolic, które odbyły się w Taszkencie, drużyna Ałma-Aty zajęła trzecie miejsce, tracąc do drużyn Aszchabadu i drużyny gospodarzy, wyprzedzając zespół Frunze.
Pierwsza edycja mistrzostw Kazachskiej SRR startowała w sezonie 1936. Rozgrywane były spośród drużyn towarzystw sportowych pomiędzy kazachskimi zespołami, które nie uczestniczyli w rozgrywkach Mistrzostw ZSRR. W sezonie 1939 mistrzostwa Kazachskiej SRR zostały zawieszone z powodu II wojny światowej. W 1946 ponownie startują mistrzostwa Kazachskiej SRR. W 1980 i 1981 mistrzostwo Kazachskiej SRR było rozgrywane w trzecioligowej Strefie 7 Mistrzostw ZSRR, w której zmagały się głównie kazachskie kluby, ale również było kilka zespołów poza Kazachstanu, takich jak Ałga z Frunze (obecnie Biszkek); dopiero od sezonu 1982 Kazachstan miał „własną” Strefę 8. W latach 1990–1991 mistrzem Kazachskiej SRR zostawał klub, który zwyciężał w Drugiej Ligie, strefie kazachskiej Mistrzostw ZSRR. To nie były pełnowartościowe mistrzostwa, tak jak najlepsze kluby kraju uczestniczyły w mistrzostwach ZSRR. Pierwszym przedstawicielem kazachskiej SRR w najwyższej klasie Mistrzostw ZSRR był Kajrat Ałma-Ata (1960). Najlepszym osiągnięciem klubu jest 7 miejsce (1986).
16 grudnia 1991 Kazachstan, jako ostatnia z republik ZSRR, proklamował niepodległość.
Po założeniu kazachskiej federacji piłkarskiej – KFF w 1992, rozpoczął się proces organizowania pierwszych rozgrywek o mistrzostwo Kazachstanu. W sezonie 1992 startowała pierwsza edycja rozgrywek o mistrzostwo kraju. W Wysszaja Liga 24 drużyny walczyły systemem ligowym w dwóch grupach o tytuł mistrza kraju.
Rozgrywki zawodowej Priemjer Ligasy zainaugurowano w sezonie 2008. W 2012 utworzono zawodową ligę piłkarską w Kazachstanie (Кәсіпқой Футбол Лигасы, Kazakstan Kesypkoj Futboł Ligasy – KPFL).

## Mistrzowie i pozostali medaliści
Nieoficjalne

### Mistrzostwa Kazachskiej SRR
| 1936–1991 | Mistrzostwa ZSRR |

| Sezon | K | K | T | Mistrz                     | Wicemistrz                   | III miejsce                 | Br. | Król strzelców | Uwagi                                      |
| Mistrzostwa Kazachskiej SRR w piłce nożnej wśród drużyn amatorskich (kaz. Қазақ КСР ҚФФ командалары арасында футболының чемпионаты)    |   |   |   |                            |                              |                             |     |                |                                            |
| 1936 |   |   | 1 | Sbornaja Ałma-Aty          | Sbornaja Aktiubińska         |                             | ?   | ?              | ? klubów                                   |
| 1937 |   |   | 1 | Dinamo Ałma-Ata            | Dinamo Szymkent              | Dinamo Semipałatyńsk        | ?   | ?              | ? klubów                                   |
| 1938 |   |   | 2 | Dinamo Ałma-Ata            | Sbornaja Szymkenta           | ?                           | ?   | ?              | ? klubów                                   |
| 1939–1945 |   |   |   |                            |                              |                             |     |                | nie rozgrywano z powodu II wojny światowej |
| 1946 |   |   | 3 | Dinamo Ałma-Ata            | Lokomotiw Dżambuł            | Mietałłurg Wostoka Szymkent | ?   | ?              | ? klubów                                   |
| 1947 |   |   | 1 | Lokomotiw Dżambuł          | Trudowyje rezerwy Aktiubińsk | Dinamo Karaganda            | ?   | ?              | ? klubów                                   |
| 1948 |   |   | 1 | Trudowyje rezerwy Ałma-Ata | Trudowyje rezerwy Aktiubińsk | ?                           | ?   | ?              | ? klubów                                   |
| 1949 |   |   | 1 | Dinamo Karaganda           | Dinamo Dżambuł               | Dinamo Aktiubińsk           | ?   | ?              | ? klubów                                   |
| 1950 |   |   | 1 | Sbornaja Ałma-Aty          | Sbornaja Szymkenta           | Sbornaja Dżambułu           | ?   | ?              | ? klubów                                   |
| 1951 |   |   | 1 | Mietałłurg Szymkent        | Iskra Ałma-Ata               | Dinamo Semipałatyńsk        | ?   | ?              | ? klubów                                   |
| 1952 |   |   | 2 | Mietałłurg Szymkent        | Lokomotiw Dżambuł            | Nieftianik Gurjew           | ?   | ?              | ? klubów                                   |
| 1953 |   |   | 3 | Mietałłurg Szymkent        | Nieftianik Gurjew            | Dinamo Ałma-Ata             | ?   | ?              | ? klubów                                   |
| 1954 |   |   | 4 | Dinamo Ałma-Ata            | Dinamo Semipałatyńsk         | Mietałłurg Szymkent         | ?   | ?              | ? klubów                                   |
| 1955 |   |   | 5 | Dinamo Ałma-Ata            | Dinamo Akmolińsk             | Nieftianik Gurjew           | ?   | ?              | ? klubów                                   |
| 1956 |   |   | 1 | Sbornaja Ałma-Aty          | Sbornaja Gurjewa             | Sbornaja Pawłodaru          | ?   | ?              | ? klubów                                   |
| 1957 |   |   | 1 | Stroitiel Ałma-Ata         | Spartak Ałma-Ata             | Szachtior Karaganda         | ?   | ?              | ? klubów                                   |
| 1958 |   |   | 1 | Spartak Ałma-Ata           | Szachtior Saran              | Trudowyje rezerwy Karaganda | ?   | ?              | ? klubów                                   |
| 1959 |   |   | 2 | Spartak Ałma-Ata           | Dinamo Dżambuł               | Jenbek Semipałatyńsk        | ?   | ?              | ? klubów                                   |
| 1960 |   |   | 1 | Jenbek Gurjew              | Awangard Dżambuł             | Spartak Pawłodar            | ?   | ?              | ? klubów                                   |
| 1961 |   |   | 1 | Awangard Petropawł         | Wostok Ust-Kamienogorsk      | ADK Ałma-Ata                | ?   | ?              | ? klubów                                   |
| 1962 |   |   | 1 | ADK Ałma-Ata               | Mietałłurg Temyrtau          | GSK Semipałatyńsk           | ?   | ?              | ? klubów                                   |
| 1963 |   |   | 1 | Celinnik Semipałatyńsk     | ADK Ałma-Ata                 | Stroitiel Gurjew            | ?   | ?              | ? klubów                                   |
| 1964 |   |   | 2 | ADK Ałma-Ata               | Mietałłurg Temyrtau          | Gorniak Kentau              | ?   | ?              | ? klubów                                   |
| 1965 |   |   | 3 | ADK Ałma-Ata               | Mietałłurg Temyrtau          | Rentgen Aktiubińsk          | ?   | ?              | ? klubów                                   |
| 1966 |   |   | 1 | Aktiubiniec Aktiubińsk     | Awtomobilist Ałma-Ata        | Gorniak Żezkazgan           | ?   | ?              | ? klubów                                   |
| 1967 |   |   | 1 | Torpedo Kokczetaw          | Gorniak Kentau               | Irtysz Semipałatyńsk        | ?   | ?              | ? klubów                                   |
| 1968 |   |   | 1 | Gorniak Żezkazgan          | Szachtior Saran              | Nieftianik Szewczenko       | ?   | ?              | ? klubów                                   |
| 1969 |   |   | 1 | Szachtior Saran            | Lokomotiw Ałma-Ata           | Nieftianik Nowy Uzeń        | ?   | ?              | ? klubów                                   |
| 1970 |   |   | 1 | Stroitiel Temyrtau         | Traktor Pawłodar             | Leningoriec Leninogorsk     | ?   | ?              | ? klubów                                   |
| 1971 |   |   | 2 | Jenbek Żezkazgan           | Metallist Petropawł          | Mietałłurg Bałchasz         | ?   | ?              | ? klubów                                   |
| 1972 |   |   | 1 | Traktor Pawłodar           | Mietałłurg Jermak            | Trud Szewczenko             | ?   | ?              | ? klubów                                   |
| 1973 |   |   | 3 | Jenbek Żezkazgan           | Szachtior Jekybastuz         | Bołat Temyrtau              | ?   | ?              | ? klubów                                   |
| 1974 |   |   | 1 | Gorniak Nikolski           | Chimik Stepnogorsk           | Szachtior Jekybastuz        | ?   | ?              | ? klubów                                   |
| 1975 |   |   | 4 | Mietałłurg Szymkent        | Aktiubiniec Aktiubińsk       | Metallist Petropawł         | ?   | ?              | ? klubów                                   |
| 1976 |   |   | 1 | Chimik Stepnogorsk         | Buriewiestnik Kustanaj       | Trud Szewczenko             | ?   | ?              | ? klubów                                   |
| 1977 |   |   | 2 | Chimik Stepnogorsk         | Trud Szewczenko              | Gorniak Karażał             | ?   | ?              | ? klubów                                   |
| 1978 |   |   | 1 | Trud Szewczenko            | MaszZavod Ust-Kamienogorsk   | Chimik Stepnogorsk          | ?   | ?              | ? klubów                                   |
| 1979 |   |   | 3 | Chimik Stepnogorsk         | Meliorator Szymkent          | ?                           | ?   | ?              | ? klubów                                   |
| 1980 |   |   | 5 | Meliorator Szymkent        | Gorniak Karażał              | Wostokmasz Ust-Kamienogorsk | ?   | ?              | ? klubów                                   |
| 1981 |   |   | 1 | Buriewiestnik Kustanaj     | Gorniak Karażał              | Fosforit Karatau            | ?   | ?              | ? klubów                                   |
| Mistrzostwa ZSRR w piłce nożnej - II liga, strefa 7 Kazachskiej SRR (kaz. КСРО футболының чемпионаты - екінші лига, аймақ 7 Қазақ КСР) |   |   |   |                            |                              |                             |     |                |                                            |
| 1980 |   |   | 2 | Traktor Pawłodar           | Ałga Frunze                  | Aktiubiniec Aktiubińsk      | ?   | ?              | ? klubów                                   |
| 1981 |   |   | 2 | Aktiubiniec Aktiubińsk     | Szachtior Karaganda          | Celinnik Celinograd         | ?   | ?              | ? klubów                                   |
| Mistrzostwa ZSRR w piłce nożnej - II liga, strefa 8 Kazachskiej SRR (kaz. КСРО футболының чемпионаты - екінші лига, аймақ 8 Қазақ КСР) |   |   |   |                            |                              |                             |     |                |                                            |
| 1982 |   |   | 1 | Szachtior Karaganda        | Meliorator Szymkent          | Chimik Dżambuł              | ?   | ?              | ? klubów                                   |
| 1983 |   |   | 2 | Szachtior Karaganda        | Traktor Pawłodar             | Meliorator Szymkent         | ?   | ?              | ? klubów                                   |
| 1984 |   |   | 1 | Celinnik Celinograd        | Szachtior Karaganda          | Chimik Dżambuł              | ?   | ?              | ? klubów                                   |
| 1985 |   |   | 6 | Meliorator Szymkent        | Celinnik Celinograd          | Traktor Pawłodar            | ?   | ?              | ? klubów                                   |
| 1986 |   |   | 7 | Meliorator Szymkent        | Chimik Dżambuł               | Celinnik Celinograd         | ?   | ?              | ? klubów                                   |
| 1987 |   |   | 8 | Meliorator Szymkent        | Traktor Pawłodar             | Chimik Dżambuł              | ?   | ?              | ? klubów                                   |
| 1988 |   |   | 3 | Traktor Pawłodar           | Ałga Frunze                  | Energetik Kustanaj          | ?   | ?              | ? klubów                                   |
| 1989 |   |   | 4 | Traktor Pawłodar           | Ałga Frunze                  | Celinnik Celinograd         | ?   | ?              | ? klubów                                   |
| 1990 |   |   | 1 | Wostok Ust'-Kamenogorsk    | Żetysu Tałdykorgan           | Spartak Semipałatyńsk       | ?   | ?              | ? klubów                                   |
| 1991 |   |   | 3 | Aktiubiniec Aktiubińsk     | Spartak Semipałatyńsk        | Kustanajec Kustanaj         | ?   | ?              | ? klubów                                   |

Oficjalne

### Mistrzostwa Kazachstanu
| Sezon                                 | K | K | T | Mistrz                 | Wicemistrz                    | III miejsce             | Br. | Król strzelców                                                                          | Uwagi                        |
| Wysszaja Liga (kaz. Высшая лигасы)    |   |   |   |                        |                               |                         |     |                                                                                         |                              |
| 1992                                  |   |   | 1 | Kajrat Ałmaty          | Arsenał-SKIF Szymkent         | Traktor Pawłodar        | 21  | Siergiej Kogaj (Kajsar Kyzyłorda)                                                       | 2 rundy, 2 grupy, 24 klubów  |
| 1993                                  |   |   | 1 | Ansat Pawłodar         | Batyr Ekibastuz               | Gorniak Chromtau        | 28  | Aleksandr Szmarikow (Fosfor Dżambuł)                                                    | 2 rundy, 2 grupy, 25 klubów  |
| 1994                                  |   |   | 1 | Jelimaj Semipałatyńsk  | Ansat Pawłodar                | Żiger Szymkent          | 20  | Oleg Litwinienko (Taraz Dżambuł)                                                        | 16 klubów                    |
| 1995                                  |   |   | 2 | Jelimaj Semipałatyńsk  | Taraz Dżambuł                 | Szachtior Karaganda     | 23  | Andriej Miroszniczenko (Jelimaj Semipałatyńsk)                                          | 16 klubów                    |
| 1996                                  |   |   | 1 | Taraz Dżambuł          | Irtysz Pawłodar               | Jelimaj Semipałatyńsk   | 21  | Wiktor Antonow (Irtysz Pawłodar)                                                        | 18 klubów                    |
| 1997                                  |   |   | 2 | Irtysz Pawłodar        | FK Taraz                      | Kajrat Ałmaty           | 16  | Nurken Mazbajew (FK Taraz)                                                              | 14 klubów                    |
| 1998                                  |   |   | 3 | Jelimaj Semipałatyńsk  | Batyr Ekibastuz               | Irtysz Pawłodar         | 14  | Oleg Litwinienko (Jelimaj Semipałatyńsk)                                                | 14 klubów                    |
| 1999                                  |   |   | 3 | Irtysz-Bastau Pawłodar | Access-Jesil Petropawł        | SOPFK Kajrat Ałmaty     | 24  | Rejepmyrat Agabaýew (SOPFK Kajrat Ałmaty)                                               | 16 klubów                    |
| 2000                                  |   |   | 1 | Żenis Astana           | Access-Golden Grane Petropawł | Irtysz Pawłodar         | 21  | Nilton Pereira Mendes (Irtysz Pawłodar)                                                 | 15 klubów                    |
| 2001                                  |   |   | 2 | Żenis Astana           | FK Atyrau                     | Jesil-Bogatyr Petropawł | 30  | / Arsen Tlechugow (Żenis Astana)                                                        | 17 klubów                    |
| Superliga (kaz. Суперлигасы)          |   |   |   |                        |                               |                         |     |                                                                                         |                              |
| 2002                                  |   |   | 4 | Irtysz Pawłodar        | FK Atyrau                     | Toboł Kustanaj          | 16  | Jewgienij Lunew (Szachtior Karaganda)                                                   | 2 rundy, 2 grupy po 6 klubów |
| 2003                                  |   |   | 5 | Irtysz Pawłodar        | Toboł Kustanaj                | Żenis Astana            | 18  | Andriej Finonczenko (Szachtior Karaganda)                                               | 17 klubów                    |
| 2004                                  |   |   | 2 | Kajrat Ałmaty          | Irtysz Pawłodar               | Toboł Kustanaj          | 22  | Ulugʻbek Baqoyev (Toboł Kustanaj) Arsen Tlechugow (Kajrat Ałmaty)                       | 19 klubów                    |
| 2005                                  |   |   | 1 | FK Aktöbe              | Toboł Kustanaj                | Kajrat Ałmaty           | 20  | Murat Tleszew (Irtysz Pawłodar)                                                         | 16 klubów                    |
| 2006                                  |   |   | 3 | Żenis Astana           | FK Aktöbe                     | Toboł Kustanaj          | 17  | Dżafar Irismietow (FK Ałmaty)                                                           | 16 klubów                    |
| 2007                                  |   |   | 2 | FK Aktöbe              | Toboł Kustanaj                | Szachtior Karaganda     | 17  | Dżafar Irismietow (FK Ałmaty)                                                           | 16 klubów                    |
| Priemjer Ligasy (kaz. Премьер-лигасы) |   |   |   |                        |                               |                         |     |                                                                                         |                              |
| 2008                                  |   |   | 3 | FK Aktöbe              | Toboł Kustanaj                | Irtysz Pawłodar         | 13  | Murat Tleszew (Irtysz Pawłodar) Alexandru Golban (Toboł Kustanaj)                       | 16 klubów                    |
| 2009                                  |   |   | 4 | FK Aktöbe              | Łokomotiw Astana              | Szachtior Karaganda     | 18  | Murat Tleszew (FK Aktöbe) Wladimir Baýramow (Toboł Kustanaj)                            | 14 klubów                    |
| 2010                                  |   |   | 1 | Toboł Kustanaj         | FK Aktöbe                     | Irtysz Pawłodar         | 16  | Ulugʻbek Baqoyev (Toboł Kustanaj)                                                       | 12 klubów                    |
| 2011                                  |   |   | 1 | Szachtior Karaganda    | Żetisu Tałdykorgan            | FK Aktöbe               | 18  | Ulugʻbek Baqoyev (Żetisu Tałdykorgan)                                                   | 12 klubów                    |
| 2012                                  |   |   | 2 | Szachtior Karaganda    | Irtysz Pawłodar               | FK Aktöbe               | 18  | Ulugʻbek Baqoyev (Żetisu Tałdykorgan)                                                   | 14 klubów                    |
| 2013                                  |   |   | 5 | FK Aktöbe              | FK Astana                     | Kajrat Ałmaty           | 15  | Ihar Ziańkowicz (Szachtior Karaganda)                                                   | 12 klubów                    |
| 2014                                  |   |   | 1 | FK Astana              | FK Aktöbe                     | Kajrat Ałmaty           | 16  | Foxi Kéthévoama (FK Astana)                                                             | 2 rundy, 2 grupy po 6 klubów |
| 2015                                  |   |   | 2 | FK Astana              | Kajrat Ałmaty                 | FK Aktöbe               | 22  | Gerard Gohou (Kajrat Ałmaty)                                                            | 2 rundy, 2 grupy po 6 klubów |
| 2016                                  |   |   | 3 | FK Astana              | Kajrat Ałmaty                 | Irtysz Pawłodar         | 22  | Gerard Gohou (Kajrat Ałmaty)                                                            | 2 rundy, 2 grupy po 6 klubów |
| 2017                                  |   |   | 4 | FK Astana              | Kajrat Ałmaty                 | Ordabasy Szymkent       | 24  | Gerard Gohou (Kajrat Ałmaty)                                                            | 3 rundy, 12 klubów           |
| 2018                                  |   |   | 5 | FK Astana              | Kajrat Ałmaty                 | Toboł Kustanaj          | 18  | Marcos Pizzelli (FK Aktöbe)                                                             | 3 rundy, 12 klubów           |
| 2019                                  |   |   | 6 | FK Astana              | Kajrat Ałmaty                 | Ordabasy Szymkent       | 19  | Marin Tomasov (FK Astana) Aderinsola Habib Eseola (Kajrat Ałmaty)                       | 3 rundy, 12 klubów           |
| 2020                                  |   |   | 3 | Kajrat Ałmaty          | Toboł Kustanaj                | FK Astana               | 12  | João Araújo (Ordabasy Szymkent)                                                         | 3 rundy, 12 klubów           |
| 2021                                  |   |   | 2 | Toboł Kustanaj         | FK Astana                     | Kajrat Ałmaty           | 17  | Marin Tomasov (FK Astana)                                                               | 14 klubów                    |
| 2022                                  |   |   | 7 | FK Astana              | FK Aktöbe                     | Toboł Kustanaj          | 22  | Pedro Eugénio (FK Astana)                                                               | 14 klubów                    |
| 2023                                  |   |   | 1 | Ordabasy Szymkent      | FK Astana                     | FK Aktöbe               | 17  | João Paulo (Kajrat Ałmaty)                                                              | 14 klubów                    |
| 2024                                  |   |   | 4 | Kajrat Ałmaty          | FK Astana                     | FK Aktöbe               | 10  | João Paulo (Kajrat Ałmaty) Isłam Czesnokow (Toboł Kustanaj) Mikałaj Sihniewicz (Atyrau) | 13 klubów                    |

## Statystyka

### Klasyfikacja według klubów
W dotychczasowej historii Mistrzostw Kazachstanu na podium oficjalnie stawało w sumie 17 drużyn. Liderem klasyfikacji jest FK Astana, która zdobyła 7 tytułów mistrzowskich.
Stan na listopad 2024.
| Lp. | Klub                    | Miejsca na podium | Miejsca na podium | Miejsca na podium | Zwycięskie sezony            |   |   |                                          |
| --- | ----------------------- | ----------------- | ----------------- | ----------------- | ---------------------------- | - | - | ---------------------------------------- |
| Lp. | Klub                    | 1.                | FC Astana         | 7                 | Zwycięskie sezony            | 5 | 1 | 2014, 2015, 2016, 2017, 2018, 2019, 2022 |
| 2.  | Irtysz Pawłodar         | 5                 | 4                 | 6                 | 1993, 1997, 1999, 2002, 2003 |   |   |                                          |
| 3.  | FK Aktöbe               | 5                 | 4                 | 5                 | 2005, 2007, 2008, 2009, 2013 |   |   |                                          |
| 4.  | Kajrat Ałmaty           | 4                 | 5                 | 6                 | 1992, 2004, 2020, 2024       |   |   |                                          |
| 5.  | FK Astana-64            | 3                 | 0                 | 1                 | 2000, 2001, 2006             |   |   |                                          |
| 5.  | Jelimaj Semej           | 3                 | 0                 | 1                 | 1994, 1995, 1998             |   |   |                                          |
| 7.  | Toboł Kustanaj          | 2                 | 5                 | 5                 | 2010, 2021                   |   |   |                                          |
| 8.  | Szachtior Karaganda     | 2                 | 0                 | 3                 | 2011, 2012                   |   |   |                                          |
| 9.  | FK Taraz                | 1                 | 2                 | 0                 | 1996                         |   |   |                                          |
| 10. | Ordabasy Szymkent       | 1                 | 0                 | 2                 | 2023                         |   |   |                                          |
| 11. | Jesil-Bogatyr Petropawł | 0                 | 2                 | 1                 |                              |   |   |                                          |
| 12. | FK Atyrau               | 0                 | 2                 | 0                 |                              |   |   |                                          |
| 12. | Batyr Ekibastuz         | 0                 | 2                 | 0                 |                              |   |   |                                          |
| 14. | Arsenał-SKIF Szymkent   | 0                 | 1                 | 0                 |                              |   |   |                                          |
| 14. | Żetisu Tałdykorgan      | 0                 | 1                 | 0                 |                              |   |   |                                          |
| 16. | Gorniak Chromtau        | 0                 | 0                 | 1                 |                              |   |   |                                          |
| 16. | Żiger Szymkent          | 0                 | 0                 | 1                 |                              |   |   |                                          |

### Klasyfikacja według miast
Siedziby klubów: Stan na listopad 2024.
| Miasto    | Liczba tytułów | Kluby                           |
| --------- | -------------- | ------------------------------- |
| Astana    | 10             | FC Astana (7), FK Astana-64 (3) |
| Aktobe    | 4              | FK Aktöbe (4)                   |
| Pawłodar  | 4              | Irtysz Pawłodar (4)             |
| Ałmaty    | 4              | Kajrat Ałmaty (4)               |
| Semej     | 3              | Jelimaj Semej (3)               |
| Karaganda | 2              | Szachtior Karaganda (2)         |
| Kustanaj  | 2              | Toboł Kustanaj (2)              |
| Taraz     | 1              | FK Taraz (1)                    |
| Szymkent  | 1              | Ordabasy Szymkent (1)           |

## Uczestnicy
Są 43 zespołów, które wzięli udział w 33 sezonach Mistrzostw Kazachstanu, które były prowadzone od 1992 aż do sezonu 2024 łącznie. Tylko Szachtior Karaganda był zawsze obecne w każdej edycji.
Pogrubione zespoły biorące udział w sezonie 2024.
- 33 razy: Szachtior Karaganda
- 31 razy: Kajrat Ałmaty, Toboł Kustanaj
- 29 razy: FK Aktöbe
- 28 razy: Irtysz Pawłodar, FK Taraz
- 26 razy: Kajsar Kyzyłorda, Żetysu Tałdykorgan
- 25 razy: Ordabasy Szymkent
- 23 razy: FK Atyrau
- 20 razy: Wostok Ust-Kamienogorsk, Okżetpes Kokczetaw
- 18 razy: Kyzyłżar Petropawł, Żengys Astana1
- 16 razy: FK Astana
- 15 razy: Ekibastuziec Ekibastuz
- 14 razy: Akżajyk Orał, Spartak Semej
- 9 razy: Kaspij Aktau, Żiger Szymkent
- 8 razy: Bołat CSKA Temyrtau
- 5 razy: FK Ałmaty, SKIF Ordabasy Szymkent
- 4 razy: Gorniak Chromtau, CSKA Ałmaty, Jassy Sajram
- 3 razy: Aksu Stepnogorsk, Jenbek Żezkazgan, Turan Turkiestan
- 2 razy: FK Aksu, Ażar Kokczetaw, FK Ekibastuz, Maqtaaral Atakent
- 1 raz: Arman Kentau, Dinamo Ałmaty, Dostyk Ałmaty, Jelimaj, Karaczaganak Aksaj, Kazakmys Sätbajew, Megasport Ałmaty, Namys Ałmaty, Nasza Kompanija Astana, Sungkar Kaskeleng.

Uwaga:

1Żengys Astana występował pod nazwą FK Astana-1964.